# 精武五虎
《精武五虎》（英語：Five Kinghts From Shanghai）是香港電視廣播有限公司製作的民初武打電視劇，全劇共20集，監製蕭顯輝，主演劉家輝、林文龍、歐瑞偉、胡越山、黃鎮寧、曾偉權、江欣燕、王偉，此劇為錄像帶劇集，至今未在香港電視播出。

## 演員表
- 劉家輝 飾 劉鎮山
- 林文龍 飾 郭大路
- 歐瑞偉 飾 宗致豪
- 胡越山 飾 霍東揚
- 黃振寧 飾 馬鐵虎
- 王偉 飾 李朗奚
- 江欣燕 飾 方劍瑛
- 曾偉權 飾 宮本進
- 張英才 飾 方永平
- 陳佩珊 飾 葉可馨
- 盧敏儀 飾 李艷華
- 麥翠嫻 飾 花無懮
- 陳梅馨 飾 宮本敖雪
- 王龍威 飾 任冲天
- 羅莽 飾 陳真
- 李家鼎 飾 武藤
- 徐忠信 飾 宮本太郎
- 李海生 饰 李刚
- 關菁 饰 卓通
- 李麗麗 飾 鄧桂芳
- 陳狄克 飾 馨父
- 黎宣 飾 郭大媽
- 黃天鐸 飾 吉田先生
- 李耀敬 飾 亞榮
- 梁建平 飾 王隊長
- 麥子雲 飾 蕭厅長
- 林家棟 飾 刀金剛
- 戴少民 飾 棍金剛
- 陳惠瑜 飾 包租婆
- 河國榮 飾 羅便臣